# St. Peter und Paul (Hörmannsberg)

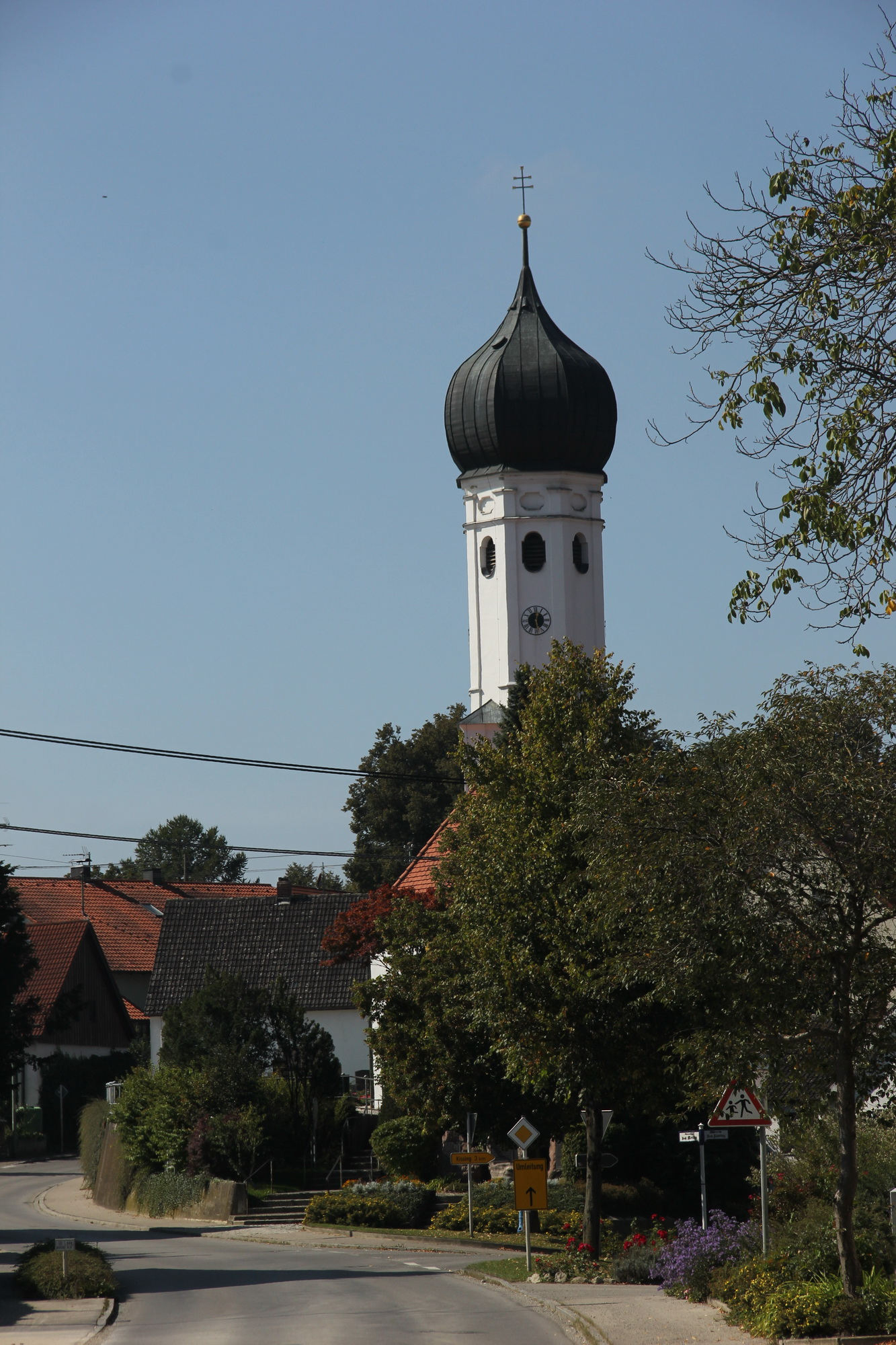
St. Peter und Paul in Hörmannsberg

Die römisch-katholische Filialkirche St. Peter und Paul steht in Hörmannsberg, einem Gemeindeteil von Ried im schwäbischen Landkreis Aichach-Friedberg von Bayern. Das Bauwerk ist  in der Liste der Baudenkmäler in Ried (bei Mering) als Baudenkmal unter der Nr. D-7-71-160-12 eingetragen.

## Beschreibung
Das Langhaus der Saalkirche wurde im Kern im 10/.11. Jahrhundert gebaut, die unteren quadratischen Geschosse des Kirchturms im Westen um 1200, der im Osten dreiseitig geschlossene Chor im 13./14. Jahrhundert. Im frühen 17. Jahrhundert wurde der Kirchturm mit achteckigen Geschossen aufgestockt und mit einer Zwiebelhaube bedeckt. Der Innenraum des Langhauses ist mit einer Flachdecke überspannt, der des Chors mit einem Stichkappengewölbe. Zur Kirchenausstattung gehört ein Hochaltar, der von Statuen des Konstantin dem Großen und dessen Mutter flankiert wird, die Lorenz Luidl gestaltet hat.